# Evil (groupe)
Pour les articles homonymes, voir Evil.
Evil est un groupe japonais de thrash metal, originaire de Tokyo.

## Histoire
Le groupe est formé à Tokyo en 2011. Un an plus tard, une première démo est publiée en auto-édition, suivie d'une deuxième démo en 2013. L'année suivante, le groupe obtient pour la première fois un contrat de label avec Obliteration Records (qui a également publié son premier album en 2017) pour un album split avec le groupe Lurking Fear. Le groupe collabore avec différents labels discographiques, notamment avec Nuclear War Now! Productions.

## Style musical
Dans la présentation qu'il fait de lui-même sur son site web, le groupe décrit son style comme du « thrash metal cru et méchant » (raw evil thrash metal) comparable à Sarcófago, à l'ancien Sodom et à Bathory.
Dans le no 405 du Rock Hard, Jan Jaedike écrit à propos de l'album Possessed by Evil, sorti en 2021, qu'il « s'intègre parfaitement entre les premières œuvres de Sodom, Whiplash ou Slayer ». Sur metal.de, le style est décrit dans le cadre d'une critique du même album comme « black n' roll avec une bonne pincée de heavy, speed et thrash metal ».